# Peter Jivestad
Bengt Peter Alexander Jivestad, född 5 augusti 1979, är en svensk tidigare handbollsspelare, mittnia och straffspecialist.

## Karriär
Peter Jivestad spelade hela sin elitkarriär i HK Drott under åtta säsonger1998-2006. Han råkade ut för en korsbandsskada 2003 som gjorde slut på karriären men  lämnade inte klubben förrän 2006. Under 177 matcher i Drottröjan gjorde han 188 mål. Hans främsta meriter är 3 SM-guld och 2 SM-silver. Efter spelarkarriären var han tränare under några säsonger bland annat för Kungsängens BK.

## Meriter
- SM-guld HK Drott 1999 & 2002
- SM-silver HK Drott 1998 & 2000
- SM-guld Beach handboll år 2001